# Ambrolauri
Ambrolauri (georgisch ამბროლაური) ist die Hauptstadt der georgischen Region Ratscha-Letschchumi und Niederswanetien und zugleich Verwaltungszentrum der gleichnamigen Munizipalität Ambrolauri. Sie hat 2047 Einwohner (2014).

## Lage
Der Ort liegt im nördlichen Zentralteil Georgiens etwa 160 Kilometer Luftlinie nordwestlich der Hauptstadt Tiflis und gut 40 Kilometer südlich des Hauptkammes des Großen Kaukasus und der Grenze zu Russland vorwiegend am linken Ufer des Rioni, in den dort das Flüsschen Krichula mündet. Wenige Kilometer rioniaufwärts in Richtung Oni verengt sich das Tal, während es sich flussabwärts verbreitert und wegen seines geschützten Klimas für den Weinanbau genutzt wird: Dort wird der in den Nachfolgestaaten der Sowjetunion beliebte Rotwein Chwantschkara produziert, was sich auch in der Gestaltung des Stadtwappens widerspiegelt. Das namensgebende Dorf Chwantschkara liegt gut zwölf Kilometer westlich (flussabwärts) von Ambrolauri.

## Geschichte
Der in der historischen Landschaft Ratscha gelegene Ort ist seit dem 17. Jahrhundert bekannt, als sich dort eine der Residenzen der Könige von Imeretien befand. 1769 schenkte der drittletzte imeretische König Solomon I. den Ort dem Fürsten Surab Matschabeli.
1810 kam Ambrolauri zu Russland und gehörte später zum Ujesd Ratscha des Gouvernements Kutais.
In der sowjetischen Periode erhielt der Ort den Status einer Siedlung städtischen Typs und 1966 die Stadtrechte. Am 29. April 1991 wurde Ambrolauri vom schwersten in diesem Teil des Kaukasus je registrierten Erdbeben (Stärke 7,0 auf der Richterskala; MSK IX) teilweise zerstört.
Einwohnerentwicklung
| Jahr | Einwohner |
| ---- | --------- |
| 1959 | 3043      |
| 1970 | 2317      |
| 1979 | 2639      |
| 1989 | 2933      |
| 2002 | 2531      |
| 2014 | 2047      |

Anmerkung: Volkszählungsdaten

## Kultur und Sehenswürdigkeiten
Von der imeretischen Königsresidenz sind eine Kirchenruine und ein Turm erhalten. Der Ort besitzt ein Kunstmuseum und ein Theater.

## Wirtschaft und Infrastruktur
In Ambrolauri gibt es Betriebe der Lebensmittelindustrie (Wein, Säfte, Konserven).
In südlicher Richtung besteht Straßenverbindung in Richtung Tqibuli und weiter nach Zentralgeorgien. Die Straße überquert über den 1218 m hohen Nakerala-Pass den dort 1500 bis 2000 m hohen Ratscha-Gebirge (georgisch Ratschis kedi). Im per Straße 42 km (Luftlinie 25 km) entfernten Tqibuli befindet sich auch die nächstgelegene Bahnstation. In Ambrolauri kreuzt die Straße den Rioni und hat dort Anschluss an die dem Fluss auf seiner rechten Seite von der russischen Grenze herab über Oni nach Kutaissi folgenden Ossetischen Heerstraße.